# Guizhou (cheval)
Pour l’article homonyme, voir Guizhou.
Le Guizhou (chinois traditionnel : 貴州 ; pinyin : guizhou) est une race de poney originaire de la province de Guizhou, en Chine. Très répandu, il fait partie des races de poneys natives du Sud de la Chine. Ce poney volontaire et actif reste indispensable au travail agricole dans la région du Guizhou, très montagneuse. 

## Histoire

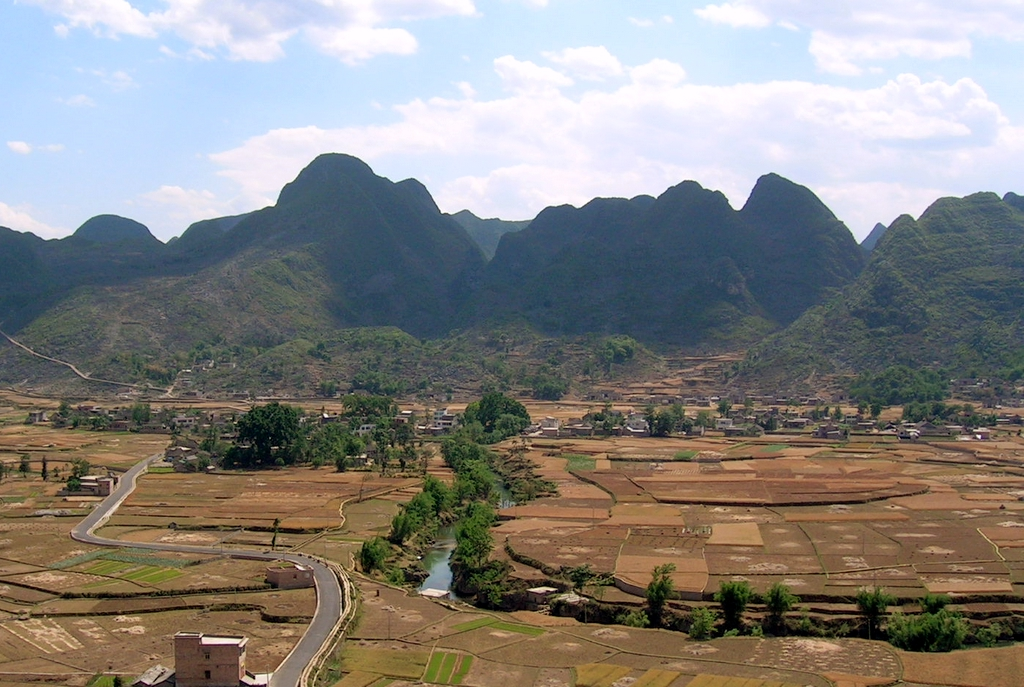
Paysage près de Xingyi, biotope originel de la race Guizhou

Il est également nommé le « cheval de Qian ». Son biotope originel, très montagneux, est connu comme un lieu d'agriculture et d'élevage dès la plus haute Antiquité. En - 770, le commerce du sel et des chevaux y est déjà présent, et revêt une grande importance pour l'économie locale. Le Guizhou est utilisé par les habitants pour le travail agricole, principalement dans les cultures, et pour le transport.
Dans les années 1950, des croisements interviennent avec des chevaux extérieurs, mais sans laisser de trace notable sur la race. Dans les années 1980, le Guizhou fait l'objet d'une sélection pour l'amélioration.

## Description
L'étude de l'université d'Oklahoma donne une taille moyenne de 1,14 m, la FAO donne des mesures moyennes de 1,13 m pour les femelles et 1,16 m pour les mâles. Le poids est d'environ 200 kg. Ce poney présente une petite taille générale, un type solide et compact, et un corps rectangulaire. Il est plus fin de tête que les autres poneys du Sud. Celle-ci, au profil rectiligne, est surmontée de courtes oreilles. L'encolure des poneys sélectionnés pour la selle est inclinée, tandis que celle des poneys de bât est à niveau. Le garrot est de hauteur et de longueur moyennes, la poitrine d'une largeur et d'une profondeur correctes. La croupe est courte et inclinée mais bien musclée. L'épaule est courte et généralement droite. Les membres antérieurs ont une conformation considérée comme correcte, tandis que les postérieurs présentent souvent des jarrets clos. Le pied est solide et sûr, ces poneys n'étant généralement pas ferrés lorsqu'ils travaillent en montagne. La peau est fine, la crinière et la queue sont épaisses.
Mâles et femelles atteignent leur maturité à 19 mois en moyenne, le nombre d'années productives étant estimé à 16. Les femelles ont en moyenne 16 lactations au cours de leur vie.
Les études génétiques ont prouvé l'appartenance de cette race au groupe des poneys du Sud de la Chine, ce qui apparente le Guizhou aux races du Baise, du Debao, du Wenshan, du Jianchang, du Luoping, du Jinjiang, du Lichuan et du Dali,. Il dispose d'une bonne diversité génétique.
Son tempérament est considéré comme vigoureux et actif, il est ainsi capable de trotter à vitesse soutenue sur de longues distances. C'est aussi un poney obéissant, au tempérament doux et patient.
La robe est généralement baie ou alezane, ces deux robes concernant environ la moitié des représentants de la race. Les autres peuvent être noirs, gris, ou porteurs du gène Dun.

## Utilisations
Le Guizhou reste une force de travail indispensable aux agriculteurs de cette région de Chine. Il est mis à contribution monté, bâté ou attelé. Ses capacités lui permettent de porter une charge de 100 kg sur une distance de 50 km par jour, ou de tirer un attelage de 800 kg en paire. Sa capacité de portage est très appréciée pour le transport des marchandises dans les zones vallonnées. Les poneys utilisés pour le bât sont souvent plus petits que ceux qui servent au travail agricole. 

## Diffusion de l'élevage
Le Guizhou est une race commune et répandue, considérée comme native de la Chine. Son berceau est surtout la région de Bihua, près de la ville de Xingyi, et dans le xian autonome yi, hui et miao de Weining. Le Guizhou connaît un net accroissement de population. En 1982, la FAO recense 502 400 individus dans toute la Chine, avec une tendance à la baisse. En 1995, le nombre de poneys se situe dans une fourchette entre 700 000 et 752 900 individus, avec une tendance à l'augmentation. Cet accroissement se confirme lors du recensement de 2005, où entre 700 000 et 825 000 poneys sont comptabilisés. D'après l'évaluation de la FAO réalisée en 2007, ce cheval n'est pas menacé d'extinction.